# 4204 Barsig
4204 Barsig este un asteroid din centura principală, descoperit pe 11 mai 1985 de Carolyn Shoemaker.